# ニューバーンの戦い
ニューバーンの戦い（Battle of Newburn）は、1640年8月28日にイギリスで発生した主教戦争（第二次）における戦い。一次を含めた主教戦争でほぼ唯一の戦闘であり、後の清教徒革命の遠因となる。
8月20日にスコットランド国民盟約軍は国境を越えて進んできたが、イングランドには軍を集めるだけの余力がなく、アイルランドからかき集めたわずかの手勢を送り込んだにとどまった。両軍はタイン川をはさんで対峙していたが、盟約軍の別動隊がイングランド軍に襲いかかり、イングランド軍は次々に川に追い落とされていった。勢いに乗った盟約軍はニューカッスル・アポン・タインを占領し、さらに進撃をつづける態勢をみせた。
イングランド王チャールズ1世は自ら貢物を持って盟約軍に赴き、和平を乞うた。こうしてリポン条約が締結され、ノーサンバーランドおよびダラムがスコットランド側に割譲された。